# Maximilian von Speidel

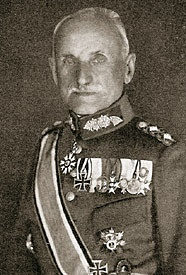
Maximilian von Speidel

Maximilian Freiherr von Speidel (* 13. September 1856 in München; † 24. Februar 1943 ebenda) war ein bayerischer General der Kavallerie sowie Staatsminister.

## Leben

### Herkunft
Er war der Sohn von Edmund Freiherr von Speidel und dessen Ehefrau Louise, geborene Edle von Krempelhuber. Sein Vater war Generalleutnant und Hofmarschall des Prinzen Luitpold von Bayern.

### Militärkarriere
Speidel absolvierte die Pagerie und ein Humanistisches Gymnasium. Anschließend trat er 1874 als Portepeefähnrich in das 4. Chevaulegers-Regiment „König“ der Bayerischen Armee ein. Nach dem Besuch der Kriegsschule München folgte 1876 seine Beförderung zum Sekondeleutnant. Von 1881 bis 1884 absolvierte Speidel die Kriegsakademie, die ihm die Qualifikation für die Höhere Adjutantur aussprach. Als Reisemarschall begleitete Speidel 1888 Prinzessin Therese von Bayern auf ihrer Brasilienreise.
Im weiteren Verlauf seiner Militärkarriere war Speidel als Generalleutnant vom 4. Dezember 1909 bis 14. Dezember 1911 Kommandeur der 2. Division in Augsburg. Anschließend wurde er unter Verleihung des Charakters als General der Kavallerie zur Disposition gestellt.
Zu Beginn des Ersten Weltkriegs reaktiviert, erhielt Speidel am 30. Oktober 1914 das Kommando über die neu aufgestellte 6. Reserve-Division. Diese führte er bei der 4. Armee bis 15. November 1914 als Reserve während der Schlacht in Flandern.
Von 26. November 1916 bis 21. Januar 1919 war Speidel Staatsrat im Staatsministerium für militärische Angelegenheiten. Kurz vor Kriegsende am 10. November 1918 versuchte Speidel vergeblich gemeinsam mit Otto von Dandl König Ludwig III. zu überreden, die Offiziere ihres Waffeneides zu entbinden. Der König hatte sein Domizil auf Schloss Wildenwart wegen der Gefahr der Räterevolution unter Kurt Eisner jedoch vorzeitig verlassen. Erst am 13. November 1918 entband der König mit der Anifer Erklärung die bayerischen Beamten und Soldaten von ihrem Treueeid.

### Familie
Speidel hatte sich am 16. April 1884 in München mit Anna Maria Karolina Gräfin von Arco auf Valley verheiratet. Aus der Ehe gingen drei Söhne und eine Tochter hervor. Der gemeinsame Sohn Hans (1886–1916) schlug ebenfalls eine Militärlaufbahn in der Bayerischen Armee ein. Er wurde für seine Leistungen während des Ersten Weltkriegs mit dem Ritterkreuz des Militär-Max-Joseph-Ordens beliehen und fiel als Oberleutnant.